# یهودستیزی در امپراتوری روسیه

## یهودی ستیزی
در امپراتوری روسیه شامل قتل عام های متعدد و نامگذاری رنگ پریده سکونتگاه بود که از آنجا مهاجرت یهودیان به داخل روسیه ممنوع بود، مگر اینکه به مذهب دولتی ارتدوکس روسیه گرویده شوند.روسیه تحت تأثیر گرایش های آزادسازی این دوره در رابطه با وضعیت یهودیان قرار نگرفت. قبل از قرن هجدهم، روسیه مطابق با احکام ضد یهودی کلیسای ارتدکس روسیه، سیاست طردی را در قبال یهودیان حفظ کرد. هنگامی که از پیتر کبیر در مورد پذیرش یهودیان در امپراتوری سؤال شد، گفت: "من ترجیح می دهم در میان ملت های ما به جای یهودیان، ببینم که به اسلامگرایی و بت پرستی اظهار می کنند. آنها یاغ و شیاد هستند. تلاش من برای ریشه کن کردن شر است، نه افزایش آن

### استرس و حل و فصل:
سیاست‌های تبعیض‌آمیز فعال‌تر با تقسیم لهستان در قرن 18 توسط اتریش، پروس (آلمان) و روسیه آغاز شد که برای اولین بار در تاریخ روسیه، در اختیار داشتن سرزمین‌هایی با جمعیت زیادی از یهودیان در تقسیم روسیه بود. این سرزمین به عنوان  سکونتگاه بی روح تعیین شد که یهودیان از مهاجرت به داخل روسیه منع شدند. در سال 1772، کاترین دوم، یهودیان شهرک رنگین را مجبور به ماندن در کشورهای خود کرد و آنها را از بازگشت به شهرهایی که قبل از تجزیه لهستان اشغال کرده بودند، منع کرد. Pale of Settlement در سال 1791 با هدف خلاصی مسکو از شر یهودیان رسمیت یافت. مرزهای آن در سال 1812 با الحاق بیسارابیا نهایی شد.

### خدمت اجباری:
تزار نیکلاس اول قصد داشت زندگی یهودیان را نابود کند و سلطنت او به عنوان یکی از دردناک ترین اپیزودها برای یهودیان اروپا به یاد می آید. در سال 1827، تزار نیکلاس دستور داد تا تمامی مردان یهودی در ارتش امپراتوری روسیه در سن 12 سالگی اجباری شوند. در جوامع یهودی مهاجر از امپراتوری روسیه، قرن 19 اغلب به عنوان زمانی یاد می شود که یهودیان مجبور به حضور در خطوط مقدم ارتش و استفاده از آنها به عنوان پرکننده توپ بود. یهودیان از افسر شدن منع شدند. بسیاری از پسرانی که به اجبار به سربازی رفته بودند توسط «قابرها» (خاپرها) اسیر شدند. جوامع کشاورزی یهودی در بیشتر مناطق جنوبی اغلب معاف می شدند زیرا دولت روسیه دوست داشت کشاورزی را در میان یهودیان تشویق کند، در حالی که سایر جوامعی که معاف بودند اغلب از شهرها و روستاهای خود اخراج می شدند.جنگ کریمه منجر به ربوده شدن کودکان پسر و جوانان یهودی برای جنگیدن در جبهه شد.در سال 1912 قانونی تصویب شد که حتی کسانی را که نوه یهودیان بودند از افسر شدن منع می کرد، با وجود تعداد زیاد یهودیان و یهودیان تبار در ارتش.

### تلاش برای جنبش:
در دهه 1840، دولت امپراتوری روسیه مالیات ویژه‌ای را بر یهودیان وضع کرد و از پول آن برای ایجاد شبکه‌ای از "مدارس یهودی" با هدف جذب آنها در فرهنگ روسی استفاده کرد. مقرر شد که معلمان این مدارس باید مسیحی باشند و «هدف از آموزش یهودیان نزدیک شدن آنان به مسیحیان و ریشه کن کردن عقاید مضر آنان است که تحت تأثیر تلمود است»در سال 1844، جوامع به سبک لهستانی به زور منحل شدند و با ساختارهای سکونتگاهی جدید جایگزین شدند. رشد پول رسماً ممنوع بود و تزار نیکلاس رسماً همه یهودیان را به دو دسته «مفید» و «غیر مفید» طبقه‌بندی کرد که بازرگانان «مفید» و دیگران «غیر مفید» در نظر گرفته شدند.در دوران سلطنت تزار الکساندر دوم، برخی از آزار و شکنجه های قانونی یهودی ستیزانه حذف شد، اما تشدید اقدامات با هدف انحلال فرهنگ یهودی در فرهنگ ملی روسیه بود. تحت حکومت اسکندر، یهودیانی که از دبیرستان فارغ التحصیل شده بودند، اجازه داشتند در خارج از شهرک پریده زندگی کنند. در نتیجه این اقدامات، بسیاری از یهودیان به موفقیت تجاری دست یافتند. با این حال، افزایش حضور یهودیان با مخالفت بخش های مختلف جامعه روسیه مواجه شد.

### برنامه ها:
مجموعه ای از آزار و اذیت نسل کشی یا قتل عام یهودیان در روسیه روی داد. این انگیزه‌ها از انگیزه‌های مختلفی ناشی می‌شوند، که همه آنها به یهودستیزی مسیحی مربوط نمی‌شوند، که از این تصور ناشی می‌شود که یهودیان مسئول مصلوب شدن عیسی هستند. با این حال، بهانه اولیه برای قتل عام ها، ترور تزار الکساندر دوم بود.
اولین قتل عام اغلب به عنوان شورش های ضد یهودی در سال 1821 در اودسا (اوکراین امروزی) پس از مرگ پاتریارک یونانی ارتدوکس گرگوری پنجم قسطنطنیه در نظر گرفته می شود که در آن 14 یهودی کشته شدند. دایره المعارف مجازی یهودی ادعا می کند که مبتکران قتل عام سال 1821 یونانیان محلی بودند که قبلاً مهاجران زیادی در شهرهای بندری منطقه ای که به نام نووروسیا شناخته می شد، داشتند.

##### (تزار الکساندر سوم) (1881-1894):
سیاست ها و نگرش های سرکوبگرانه دیرینه نسبت به یهودیان پس از ترور تزار الکساندر دوم در 13 مارس 1881 تشدید شد. این رویداد به گردن یهودیان انداخته شد و جرقه کشتارهای گسترده ضد یهودی را زد که به مدت سه سال از 27 آوریل 1881 تا 1884 ادامه یافت.قتل عام ورشو در سال 1881، که روابط لهستان و یهودی را بدتر کرد، توسط برخی از اعضای نخبگان لهستان مورد انتقاد قرار گرفت. مورخ مایکل اوکس اشاره می کند که دوره 1863 تا 1881 شاهد افزایش یهودی ستیزی در لهستان تحت حاکمیت روسیه بود.تزار الکساندر سوم (1881-1894) با یهودیان دشمنی داشت. دوران سلطنت او وخامت شدیدی در وضعیت اقتصادی، اجتماعی و سیاسی یهودیان به همراه داشت. سیاست او مشتاقانه توسط مقامات تزاری در "قوانین می" 1882 اجرا شد. آنها رسماً یهودیان را مقصر مرگ تزار می دانستند. آنها یهودیان را از سکونت در نواحی روستایی و سکونتگاه‌ها (حتی در منطقه کم رنگ) منع کردند و مشاغلی را که می‌توانستند در آن شرکت کنند، محدود کردند پلیس امپراتوری روسیه قوانین یهودی ستیزانه را به شدت اعمال می کرد، در حالی که رسانه های روسی درگیر تبلیغات یهودی ستیز بودند. در سال 1891، همه یهودیان به طور سیستماتیک از مسکو اخراج شدند. این سرکوب ها بسیاری از یهودیان را متقاعد کرد که روسیه دیگر نمی تواند خانه آنها باشد.کنستانتین پوبدونوستسف، وزیر تزار، هدف دولت در مورد یهودیان را این بود که "یک سوم از بین می روند، یک سوم کشور را ترک می کنند و یک سوم به طور کامل در جمعیت اطراف منحل می شود. *کشتارها و قوانین سرکوبگرانه منجر به مهاجرت دسته *
جمعی یهودیان به اروپای غربی و قاره آمریکا شد. بین سال 1881 و شروع جنگ جهانی اول، حدود 2.5 میلیون یهودی روسیه را ترک کردند - یکی از بزرگترین مهاجرت های گروهی در تاریخ ثبت شده.پس از قتل عام پساچ در سال 1903، قتل عام به سیاست رسمی امپراتوری روسیه تبدیل شد و ترور یهودی ستیزانه در اکتبر 1905 به اوج خود رسید.

### یان گوتلیب بلوخ با یهودستیزی مقابله می کند:
یان گوتلیب بلوخ (1836-1901) یک نجیب زاده ثروتمند راه آهن و محقق در زمینه جنگ و جامعه به کالوینیسم گروید، دین اقلیت کوچکی در امپراتوری روسیه. به این ترتیب او می‌توانست از ناتوانی‌های قانونی تحمیل شده بر یهودیان تحت حکومت تزاری، به‌ویژه محدودیت جغرافیایی به رنگ پریدگی سکونت‌گاه، که یهودیان را از زندگی در شهرهای اصلی امپراتوری منع می‌کرد - بدون نیاز به حضور منظم در کلیسا و به‌طور مشهودی که مسیحیت را انجام می‌دادند، اجتناب کند. همانطور که به ویژه در اواخر زندگی خود آشکار شد، او نگرانی شدیدی برای وضعیت یهودیان داشت، حتی اگر به طور رسمی دیگر یکی از آنها نباشد. پس از موج قتل عام‌های دهه 1880 و اوایل دهه 1890، کمیسیونی به ریاست وزیر کشور یهودستیزانه ویاچسلاو فون پلهوه، بدتر شدن بیشتر موقعیت قانونی یهودیان را توصیه کرد. در پاسخ، بلوخ مجموعه‌ای از یادداشت‌های مستدل را برای پایان دادن به تبعیض یهودیان به دولت ارسال کرد. بلوخ تحقیقات گسترده ای را در مورد شرایط اجتماعی و اقتصادی اتباع یهودی امپراتوری روسیه آغاز کرد. برای این منظور، او تیمی از محققان علمی را به ریاست روسی تأسیس کرد.اقتصاددان A.P. Subotin که برای کار او صدها هزار روبل هزینه کرد. نتیجه که تنها در سال 1901 تکمیل شد - یک سال قبل از مرگ بلوخ - یک اثر پنج جلدی با عنوان "مقایسه سطوح مادی و اخلاقی در مناطق غربی روسیه بزرگ و لهستان" بود. بر اساس داده‌های آماری گسترده، که عمدتاً در Pale of Settlement گردآوری شده است، او گزارش جامعی از نقش یهودیان در زندگی اقتصادی امپراتوری، در صنایع دستی، تجارت و صنعت ارائه کرد. این مطالعه نشان داد که یهودیان یک موهبت برای اقتصاد روسیه بودند - به جای آسیب رساندن و تهدید به آن، همانطور که در آن زمان به طور مرتب توسط یهودی ستیزان ادعا می شد. اما تلاش بزرگ بلوخ بیهوده بود. شورای وزیران روسیه این اثر را ممنوع کرد و تقریباً تمام نسخه‌های آن مصادره و سوزانده شد. تنها چند نسخه باقی مانده در گردش باقی مانده است، به عنوان کمیاب بزرگ. با این حال، سوبوتین بعدها توانست خلاصه‌ای را با عنوان «مسئله یهودی در نور درست» منتشر کند.

### جعل پروتکل های بزرگان صهیون:
در اواخر دهه 1890 یک مامور اطلاعاتی روسیه در پاریس پروتکل های بزرگان صهیون را جعل کرد. این کتاب که در سال 1903 منتشر شد، به طور گسترده ترجمه شد و به یک سلاح تبلیغاتی قدرتمند برای عناصر یهودی ستیز در سراسر جهان تبدیل شد. هنری فورد از انتشار آن در ایالات متحده حمایت کرد. این ادعا می‌کرد که یک گروه مخفی یهودی جهان را در دست گرفته است.

### پاسخ یهودیان:
در نیمه دوم قرن نوزدهم، در پاسخ به آزار و اذیت گسترده و سیستماتیک یهودیان، بسیاری از یهودیان از امپراتوری روسیه گریختند، اما با گسترش سواد، بسیاری از کسانی که ماندند، به ایدئولوژی های رادیکال و اصلاح طلبانه کشانده شدند، که جذب چشم انداز رهایی جوامع یهودی از شرائط سیاسی و همچنین نظام سیاسی روسیه و همچنین امپراتوری روسیه شد. حزب کارگر سوسیال دموکرات روسیه، بسیاری از یهودیان مانند ژولیوس مارتوف و لئون تروتسکی را در رهبری خود داشت، و همچنین حزب سوسیال انقلابی روسیه. در همان دوره، جنبش‌های بوندیست و صهیونیسم با وعده‌هایشان برای پایان دادن به آزار و اذیت یهودیان ظهور و رشد سریعی داشتند، اما رشد آنها به دو قطبی شدن جوامع یهودی به دلیل اهداف سیاسی متفاوت آنها انجامید.در حالی که بوندیست‌ها برتری زبان ییدیش را اعلام می‌کردند، صهیونیست‌ها عبری را به عنوان زبانی برای یهودیان با ریشه‌های جغرافیایی مختلف تبلیغ کردند. جنبش صهیونیسم در روسیه به طور رسمی با جنبش هیبت صهیون در سالهای 1881-1883 در پاسخ به کشتارهای فزاینده علیه یهودیان آغاز شد. در حالی که بوندیست‌ها خانه یهودیان روس را در روسیه می‌دیدند، هدف صهیونیست‌ها ایجاد یک کشور یهودی عاری از حکومت بیگانگان بود. اگرچه جنبش صهیونیسم ابتدا در اروپای غربی سازماندهی شد، اما اکثریت هواداران آن از اروپای شرقی، به ویژه امپراتوری روسیه بودند. یهودیان روسیه بنیانگذاران صهیونیسم کارگری بودند. با وجود، یا شاید به دلیل، محبوبیت آن، همه سازمان های صهیونیستی در روسیه غیرقانونی بودند. از سوی دیگر، بوندیست‌ها ییدیش را به‌عنوان زبان ملی یهودیان اعلام کردند و برای مجموعه جداگانه‌ای از مدارس تحت مدیریت یهودیان استدلال کردند.صهیونیسم بر احترام خود و دفاع از خود برای جوامع یهودی تاکید کرد و تا دهه 1900، علیرغم اختلافات ایدئولوژیک، بوندیست ها، صهیونیست های کارگری و سایر صهیونیست ها با هم متحد شدند تا سازمان های دفاع از خود را در برابر جنایات روسیه تشکیل دهند.

### پاسخ ایالات متحده آمریکا:
تكرار قتل عام‌هاي بزرگ در اواخر قرن نوزدهم و اوايل قرن بيستم به طور فزاينده اي خشم آمريكا را برانگيخت. یهودیان آلمانی تثبیت شده در ایالات متحده، اگرچه مستقیماً تحت تأثیر قتل عام روسیه قرار نگرفتند، به خوبی سازماندهی شده بودند و واشنگتن را متقاعد کردند که از آرمان یهودیان در روسیه حمایت کند. آنها به رهبری اسکار اشتراوس، ژاکوب شیف، مایر سولزبرگر و خاخام استفان ساموئل وایز، جلسات اعتراضی ترتیب دادند، تبلیغات عمومی کردند و با رئیس جمهور تئودور روزولت و جان هی وزیر امور خارجه دیدار کردند. استوارت ای. کانی گزارش می دهد که در آوریل 1903، روزولت 363 آدرس، 107 نامه و 24 طومار امضا شده توسط هزاران مسیحی از رهبران عمومی و کلیسا دریافت کرد - همه آنها از تزار خواستند که آزار و شکنجه یهودیان را متوقف کند. تظاهرات عمومی در بسیاری از شهرها برگزار شد که در ماه مه در سالن کارنگی در شهر نیویورک به پایان رسید. پس از قتل عام کیشینف، تزار کمی عقب نشینی کرد و یکی از مقامات محلی را اخراج کرد.
که روزولت به صراحت آن را محکوم کرد. اما روزولت در جنگ روسیه و ژاپن میانجیگری می کرد و نمی توانست علناً طرفی بگیرد. بنابراین وزیر هی در واشنگتن ابتکار عمل را به دست گرفت. سرانجام روزولت دادخواستی را به تزار ارسال کرد و او آن را رد کرد و ادعا کرد که یهودیان مقصر بودند. روزولت در انتخاب مجدد خود در سال 1904 حمایت یهودیان آمریکا را به دست آورد. این قتل عام ادامه یافت، زیرا صدها هزار یهودی از روسیه گریختند و بیشتر آنها به سمت لندن یا نیویورک حرکت کردند. با معطوف شدن افکار عمومی آمریکا علیه روسیه، کنگره ایالات متحده در سال 1906 رسما سیاست های این کشور را محکوم کرد. اما در اواخر سال 1906 روزولت اولین یهودی را به کابینه ایالات متحده منصوب کرد، اسکار استراوس وزیر بازرگانی و کار شد.

### محاکمه بیلیس:
مناهم مندل بیلیس یک یهودی روسی بود که در یک محاکمه بدنام در سال 1913 به قتل آیینی در کیف در امپراتوری روسیه متهم شد که به "محاکمه بیلیس" یا "مسئله بیلیس" معروف بود. این روند باعث انتقاد بین المللی از سیاست های یهودستیزانه امپراتوری روسیه شد. دادگاه بیلیس از 25 سپتامبر تا 28 اکتبر 1913 در کیف برگزار شد. پرونده بیلیس با پرونده لئو فرانک که در آن یک یهودی آمریکایی به اتهام کشتن یک دختر 13 ساله در آتلانتا محکوم شد، مقایسه شد. پس از تبرئه شدن، بیلیس به یک قهرمان و مشهور تبدیل شد.

### جنگ جهانی اول:
در جنگ جهانی اول، بسیاری از یهودیان احساس کردند که اگر در دفاع از روسیه مشارکت کنند، می توانند موقعیت خود را در جامعه بهبود بخشند. بیش از 400000 نفر بسیج شدند و 80000 نفر در خط مقدم خدمت کردند. با وجود این، هنگامی که ارتش امپراتوری روسیه با شکست مواجه شد، فرماندهان یهودی ستیز جمعیت یهودی را مقصر دانستند. اگرچه غارت توسط سربازان روسی به طور کلی در طول عقب نشینی بزرگ به یک مسئله تبدیل شد، یهودیان اغلب مورد هدف قرار می گرفتند. یهودیان متهم به خیانت و جاسوسی برای آلمانی ها شدند و تعدادی از یهودیان ربوده و به اتهام جاسوسی محاکمه شدند. پس از محاکمه آنها، اخراج دسته جمعی یهودیانی که در نزدیکی خطوط مقدم زندگی می کردند، سازماندهی شد و یهودیان از کورلند و شمال لیتوانی در سال 1915 اخراج شدند. یک ماه بعد، چاپ حروف عبری ممنوع شد.

### انقلاب فوریه:
هنگامی که دولت موقت روسیه در 16 مارس 1917 تأسیس شد، همه اقدامات یهودستیزی لغو شد و یهودیان در مناصب مهم دولتی خدمت کردند. در نتیجه، انقلاب فوریه شاهد حمایت پرشور یهودیان بود و یهودیان نقش مهمی را برای احزاب مختلف سیاسی ایفا کردند. گروه های جوانان صهیونیست در سراسر کشور تشکیل شدند، صهیونیست ها در واکنش به اعلامیه بالفور تجمعات جشنی برگزار کردند و صهیونیست ها گردان های دفاع شخصی یهودیان را تشکیل دادند. با این حال، تنها چند ماه پس از تأسیس، دولت موقت توسط بلشویک ها در انقلاب اکتبر سرنگون شد و در هرج و مرج متعاقب آن، یهودی ستیزی خشونت آمیز با قتل عام های پراکنده به روسیه بازگشت. ارتش سفید آنتون دنیکین با استفاده از «به یهودیان ضربه بزنید و روسیه را نجات دهید» سنگر یهودی ستیزی بود. به عنوان شعار آن. ارتش سرخ بلشویک، اگرچه مرتکب سوء استفاده های یهودستیزی می شد، سیاست مخالفت با یهودی ستیزی داشت و در نتیجه، حمایت بیشتر جمعیت یهودی را به دست آورد، اگرچه سیاست های شوروی مبنی بر تبلیغات ضد مذهبی و ملی کردن مالکیت خصوصی غیرمحبوب بود و نشان دهنده یهودستیزی آینده در اتحاد جماهیر شوروی بود.

### مشارکت کلیسای ارتدکس روسیه:
سیاست‌های ضد یهودی دولت روسیه توسط انجمن کلیسایی تحت رهبری پتر کبیر و بعداً توسط شورای مقدس حمایت شد. این نهادهای کلیسا اساساً به عنوان ادارات دولتی خدمت می کردند. جمعیت ارتدوکس روسیه عموماً "نگرش کم و بیش بی طرفی" نسبت به یهودیان در دوره های آرامش داشتند، با "آمیخته ای از ترس و نفرت از یهودیان که مشخصه آگاهی مسیحی قرون وسطایی" بود در زیر سطح می سوخت. با این حال، تغییرات اجتماعی، اقتصادی، مذهبی یا سیاسی گهگاه این جریان پنهان یهودی ستیزی را به سطح می آورد و جمعیت مسیحی را به "جمعیت متعصبی که قادر به قتل و غارت بود" تبدیل می کرد. یهودیان». به همین دلیل، آشوبگران در اولین قتل عام کیشینف در سال 1903 توسط کشیشان ارتدوکس شرقی رهبری می شدند.